# Marco Antonio Ettedgui
Marco Antonio Ettedgui (Caracas, 1958 - Caracas, 12 de septiembre de 1981) fue un artista venezolano que participó como actor y director en diversas obras teatrales y colaboró con varios medios de comunicación. En parte de su obra puso de manifiesto una temática sobre la comunidad sexo diversa.Murió a los 22 años luego de ser impactado por un disparo accidental de un arcabuz mientras participaba en una obra teatral.

## Biografía
Sus padres fueron la investigadora de arte Berenice Daes y el artista plástico Marcos Ettedgui Landaeta. Fue un estudiante de comunicación social de la Universidad Católica Andrés Bello y miembro del grupo teatral universitario, llegando a ser uno de los fundadores del grupo Autoteatro. Trabajaba publicando artículos culturales en diversos medios como el diario El Universal, El Carabobeño, la revista Entendido, entre otros.
Desde la década de 1970 colaboró con el grupo teatral El Nuevo Grupo, actuando en obras de Bertolt Brecht, Henrik Ibsen, Lope de Vega y Román Chalbaud.Durante estos años comenzó a publicar sus primeros escritos donde se notó una influencia dadaísta.En 1975 publicó su primera obra titulada Dann Willkomen Kleines Fraülein (Gisela), mientras que entre 1980 y 1981 salieron a la luz Discos sobre poesía de pre-guerra y Cabellos afeitados.
Luego de varios viajes que realizó a Nueva York, fue influenciado por el género del performance llegando a desarrollar su propio estilo denominado Arteología.En el Ettedgui planteaba que el arte debía ser entendido como un diálogo con el público  por medio de la politización del cuerpo, planteando temas político y culturales.Entre algunos de los eventos que realizó inspirado por estos estilos se encontraban Educación etnocida e higiene corporal y Gastronomía dirigida.
Con diversos artistas organizaba eventos culturales donde se expresaban temáticas de la comunidad sexo diversa.Entre algunos de los eventos en las que participó se encontraban Arte bípedo. Reseña venezolana de lenguajes de acción presentada en la Galería de Arte Nacional y Acciones frente a la Plaza en la que trabajó como animador.Junto con el grupo Autoteatro trabajó como actor y director en obras como Gritos, una adaptación de una pieza teatral de Ingmar Bergman y en Venecia una obra inspirada en Muerte en Venecia de Luchino Visconti.
Debido a las temáticas homosexuales de parte de su obra comenzó a colaborar con la revista Entendido que se especializaba en estos temas. Colaborando con Edgar Carrasco y Julio Vengoechea, editores y activistas por los derechos de personas de la comunidad sexo diversa.Desde la revista se hicieron varios reportajes de sus performances y se publicaron algunos de sus artículos en donde cuestionaba los estereotipos y la discriminación en contra de los homosexuales presentes en la sociedad.
En 1980 fue parte del elenco de Veladas Dadá, una obra representada en el Museo de Arte Contemporáneo.El vestuario de la obra fue realizado por el diseñador Hernán Suárez Prince con quien Ettedgui mantuvo una relación sentimental y que fue asesinado en 1988.Un año después participó en la Bienal de Medellín y en el Coloquio Internacional de Entrenamiento y Crítica de Teatro en Canadá. Luego obtuvo un puesto en el Salón Nacional de Jóvenes Artistas del Museo de Arte Contemporáneo donde fue coordinador de Experiencias Libres en la V edición del Festival Internacional de Teatro de Caracas.
El 2 de septiembre de 1981, mientras interpretaba la obra de teatro Eclipse en la Casa Grande del autor Javier Vidal en la Sala Rajatabla, Ettedgui murió luego de ser impactado por un disparo de un arcabuz accionado por la actriz Julie Restifo. El arma de utilería estaba cargada con una baqueta y pólvora por un olvido de los asistentes.Tras el disparo el joven cayó y el público comenzó a aplaudir, Ettedgui en vez de seguir con el guion expresó «me muero, me muero». Restifo y los demás actores, al notar que su compañero no siguió con la actuación, se acercaron a prestarle los primeros auxilios.
Fue trasladado al Hospital Clínico Universitario de Caracas donde falleció el 12 de septiembre.Tras su muerte, Restifo fue arrestada por la Policía Técnico Judicial quien inicio las investigaciones del caso, aunque fue liberada posteriormente y se concluyó que su muerte fue accidental.

## Legado
Algunos autores lo consideran como uno de los pioneros en la posmodernidad teatral en Venezuela.En un artículo titulado Ettedgui maldito publicado por Javier Vidal, se expresó que por medio de humor y la combinación de un estilo dadaísta y de la Comedia del arte buscaba representar personajes homosexuales de la historia. Vidal también encontró similitudes entre Ettedgui y autores como Moliére, Arthur Rimbaud, Tristan Tzara, y José Ramos Sucre.
En 1984 se estrenó la película Homicidio culposo dirigida por César Bolívar y escrita junto con José Cabrujas.La cinta estaba inspirada en los sucesos de su muerte y se convirtió en la película más taquillera de la historia de Venezuela. Contó con la participación de los actores Jean Carlo Simancas y Elba Escobar; también actuaron Julie Restifo quien accionó el arcabuz que acabó con la vida de Ettedgui y Javier Vidal el autor de la obra teatral donde murió el joven.
En 1985 fue publicado el libro Ettedgui: arte información para la comunidad, donde se recogían textos inéditos del autor. La obra fue editada por los autores Juan Calzadilla y Elsa Flores.En 1996 varios de sus poemas aparecieron en el libro Medusario: Muestra de Poesía Latinoamericana del escritor Roberto Echavarren.
El Grupo Rajatabla creó el Premio Marco Antonio Ettedgui que es entregado periódicamente a artistas jóvenes que destacan en la actividad teatral y cultural.

## Obras
Ettedgui llegó a publicar dos libros de poesía, varios escritos experimentales, obras teatrales y ensayos.Entre algunas de sus obras se encuentran:
- Dann Willkomen Kleines Fraülein (Gisela).[5]
- Discos sobre poesía de pre-guerra.[5]
- Cabellos afeitados.[5]
- Hospitalización por cálculo renal.[9]
- Feliz cumpleaños, Marco Antonio.[8]